# 크리스토퍼 닐슨
크리스토퍼 닐슨(영어: Christopher Nilsen, 1998년 1월 13일~)은 미국의 육상 선수로 주 종목은 장대높이뛰기이다. 2020년 하계 올림픽에서 은메달을 획득했고 세계 선수권 대회에서 은메달 1개, 동메달 1개를 획득했다.